# Cyrtonastes ruffoi
Cyrtonastes ruffoi é uma espécie de artrópode pertencente à família Chrysomelidae.